# Municipio Buena Vista
Das Municipio Buena Vista ist ein Verwaltungsbezirk im Departamento Santa Cruz im südamerikanischen Anden-Staat Bolivien.

## Lage im Nahraum
Das Municipio Buena Vista ist eines von vier Municipios der Provinz Ichilo und umfasst die südlichen Bereiche der Provinz. Es grenzt im Norden an das Municipio Yapacaní und das Municipio San Carlos, im Nordwesten an die Provinz Manuel María Caballero, im Südwesten und Süden an die Provinz Florida, im Osten an die Provinz Andrés Ibáñez und im Nordosten an die Provinz Sara.
Das Municipio erstreckt sich zwischen etwa 17° 21' und 18° 02' südlicher Breite und 63° 28' und 64° 14' westlicher Länge, seine Ausdehnung von Westen nach Osten beträgt bis zu 70 Kilometer und von Norden nach Süden ebenfalls bis zu 70 Kilometer.
Das Municipio umfasst 59 Gemeinden (localidades), der zentrale Ort des Municipios ist die Stadt Buena Vista mit 4405 Einwohnern (Volkszählung 2012) im nördlichen Teil des Municipios.

## Geographie
Das Municipio Buena Vista liegt am westlichen Rand des bolivianischen Tieflandes vor der Cordillera Oriental und umfasst sowohl Teile der Voranden-Ketten als auch Teile des Tieflandes. Das Klima ist subtropisch und das ganze Jahr über humid.
Die mittlere Durchschnittstemperatur der Region liegt bei etwa 24 °C (siehe Klimadiagramm Santa Fe de Yapacaní) und schwankt nur unwesentlich zwischen 20 und 21 °C im Juni und Juli und 26 bis 27 °C von November bis Februar. Der Jahresniederschlag beträgt etwa 1800 mm, die Sommermonate von Oktober bis März weisen mittlere Monatsniederschläge zwischen 150 und 300 mm auf.

## Bevölkerung
Die Einwohnerzahl des Municipios ist zwischen 1992 und 2024 um etwa ein Viertel angestiegen:
| Jahr | Einwohner | Quelle       |
| ---- | --------- | ------------ |
| 1992 | 10.784    | Volkszählung |
| 2001 | 13.273    | Volkszählung |
| 2012 | 12.879    | Volkszählung |
| 2024 | 13.586    | Volkszählung |

Die Bevölkerungsdichte des Municipios bei der letzten Volkszählung von 2024 betrug 5,0 Einwohner/km², der Anteil der städtischen Bevölkerung lag bei 34,2 Prozent. Der Alphabetisierungsgrad bei den über 15-Jährigen war von 77,2 Prozent (1992) auf 85,4 Prozent im Jahr 2001 angestiegen. Die Lebenserwartung der Neugeborenen im Jahr 2001 betrug 64,6 Jahre, die Säuglingssterblichkeit war von 6,2 Prozent (1992) auf 6,0 Prozent im Jahr 2001 zurückgegangen.
95,1 Prozent der Bevölkerung sprechen Spanisch, 27,6 Prozent sprechen Quechua, 0,8 Prozent Aymara, 0,7 Prozent Guaraní und 0,1 Prozent andere indigene Sprachen. (2001)
55,0 Prozent der Bevölkerung haben keinen Zugang zu Elektrizität, 26,2 Prozent leben ohne sanitäre Einrichtung (2001).
66,8 Prozent der 2.743 Haushalte besitzen ein Radio, 37,1 Prozent einen Fernseher, 47,4 Prozent ein Fahrrad, 6,3 Prozent ein Motorrad, 7,2 Prozent ein Auto, 20,7 Prozent einen Kühlschrank, und 8,2 Prozent ein Telefon. (2001)

## Politik
Ergebnis der Regionalwahlen (concejales del municipio) vom 4. April 2010:
| Wahl- berechtigte |  | Wahl- beteiligung | gültige Stimmen |  | VERDES | MAS-IPSP | ASIP   | TODOS |
| ----------------- |  | ----------------- | --------------- |  | ------ | -------- | ------ | ----- |
| 6.960             |  | 6.117             | 5.448           |  | 2.384  | 1.979    | 910    | 175   |
|                   |  | 87,9 %            | 89,1 %          |  | 43,8 % | 36,3 %   | 16,7 % | 3,2 % |

Ergebnis der Regionalwahlen (elecciones de autoridades políticas) vom 7. März 2021:
| Wahl- berechtigte |  | Wahl- beteiligung | gültige Stimmen |  | MAS-IPSP | CREEMOS | UNIDOS | SOL    | ASIP   | MNR    |
| ----------------- |  | ----------------- | --------------- |  | -------- | ------- | ------ | ------ | ------ | ------ |
| 60.652            |  | 52.364            | 48.207          |  | 31.752   | 13.426  | 1.243  | 843    | 755    | 188    |
|                   |  | 86,34 %           | 92,06 %         |  | 65,87 %  | 27,85 % | 2,58 % | 1,75 % | 1,57 % | 0,39 % |

## Gliederung
Das Municipio Buena Vista untergliederte sich bei der letzten Volkszählung von 2012 nicht weiter in Kantone (cantones).

## Ortschaften
- Kanton Buena Vista
  - Buena Vista 4405 Einw. – Huaytú 1232 Einw. – Caranda 890 Einw. – La Arboleda 560 Einw. – San Miguel Afuera 545 Einw. – Santa Fe de Amboró 515 Einw. – Villa Diego 296 Einw.